# 神田宇乃
神田宇乃（日语：神田 うの，1975年3月28日—），原名西村宇乃（日语：西村うの），是日本神奈川縣川崎市出生的模特兒、女演員、達人及時尚設計師，所屬經紀公司為Space Craft。

## 外部連結
- 官方博客  （日語）
- 官方网站 （日語）